# Merz Spezial Dragees
Die Merz Spezial Dragees sind ein  Nahrungsergänzungsmittel der Merz Pharma. Sie wurden 1964, damals noch als Arzneimittel, auf den Markt gebracht. Das Produkt wird mit der Versprechung beworben, bei Frauen die Schönheit und Gesundheit insbesondere von Haut, Haaren und Fingernägeln zu fördern.
Merz Spezial Dragees sollen in den 1960er Jahren Vorreiter für den Verkauf von Kosmetik in Apotheken gewesen sein. Der Slogan „Natürliche Schönheit kommt von innen“, mit dem die Merz Spezial Dragees in den 1970er und 1980er Jahren beworben wurden, ist auch heute noch bekannt.
In einer Kommunikationsanalyse der Frauenzeitschrift Brigitte von 2008 erreichten Merz Spezial Dragees eine gestützte Markenbekanntheit von 54 Prozent in der Gruppe der 14- bis 64-jährigen Frauen, in derselben Studienreihe im Jahr 2010 von 59 Prozent bei den 14- bis 70-jährigen Frauen. Merz selbst nennt einen Bekanntheitsgrad von 87 Prozent. Von Ökotest erhielt das Produkt im Jahr 2010 die Note „ungenügend“.
Das Mittel enthält die Vitamine A, B1 (Thiamin), B2 (Riboflavin), B3 (Niacin), B5 (Pantothensäure), B6, B7 (Biotin), B9 (Folsäure), B12,  C und E und die Mineralstoffe Eisen und Zink und ist in Drogerien und Apotheken erhältlich.

## Rezeption
Der Komiker Otto Waalkes persiflierte in seiner Sendung Die Otto-Show VII die damaligen Werbespots zu dem Produkt.